# Toxorhynchites amboinensis
Toxorhynchites amboinensis is een muggensoort uit de familie van de steekmuggen (Culicidae). De wetenschappelijke naam van de soort is voor het eerst geldig gepubliceerd in 1857 door Carl Ludwig Doleschall. De soort komt voor op Ambon (toen nog Amboina genoemd).